# Simulium puigi
Simulium puigi es una especie de insecto del género Simulium, familia Simuliidae, orden Diptera.
Fue descrita científicamente por Vargas & Palacios, 1945.